# Symphyse de la mandibule
La symphyse de la mandibule (ou symphyse mentonnière) est la crête verticale médiane résultante de la fusion des deux moitiés latérales de la mandibule.
Cette jonction se produit à un âge précoce (1-2 ans).
Ce n'est pas une vraie symphyse car il n'y a pas de cartilage entre les deux côtés de la mandibule.
Cette crête se divise en bas et renferme une éminence triangulaire, la protubérance mentonnière, dont la base est déprimée au centre mais relevée de chaque côté pour former le tubercule mentonnier. Il sert d'origine aux muscles génio-hyoïdiens et génioglosses.

## Anatomie comparée

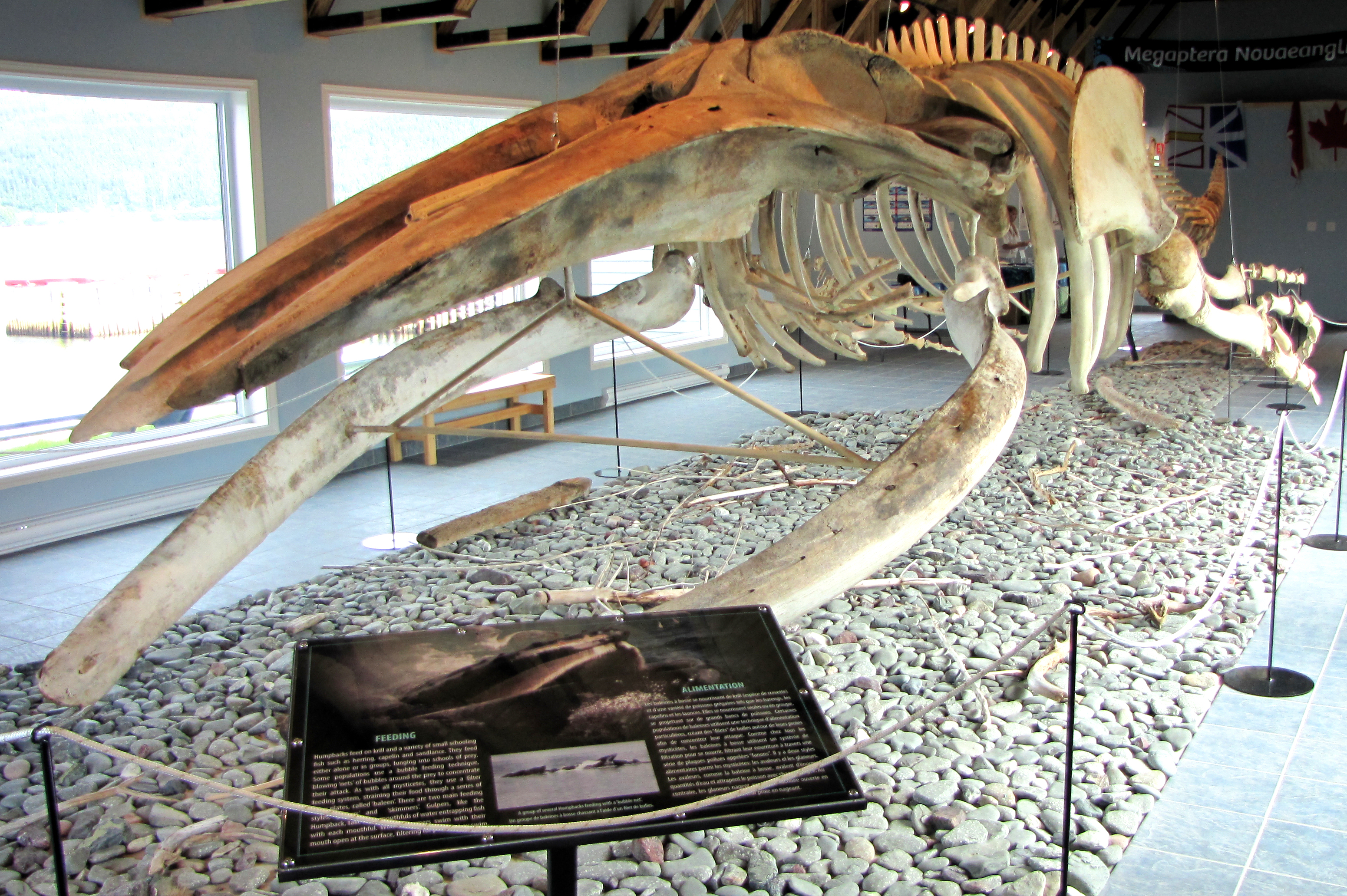
Squelette de baleine à bosse montrant la symphyse flexible "fronde" présente chez les baleines à fanons.

Les mammifères carnivores solitaires qui s'appuient sur une puissante morsure canine pour maîtriser leurs proies ont une symphyse mandibulaire forte, tandis que les chasseurs de meute délivrant des morsures peu profondes en ont une plus faible.
Lorsqu'elles se nourrissent par filtration, les baleines à fanons, du sous-ordre Mysticeti, peuvent élargir dynamiquement leur cavité buccale afin d'accueillir d'énormes volumes d'eau de mer. Ceci est rendu possible grâce à ses articulations crâniennes mandibulaires, en particulier la symphyse mandibulaire élastique qui permet aux deux parties d'être tournés indépendamment dans deux plans. Cette mâchoire flexible, qui a rendu possibles la taille corporelle titanesque des baleines à fanons, n'est pas présente chez les premières baleines et a très probablement évolué au sein de Mysticeti.